# Добра Колата
Добра Колата или Добри Колац (2.528 м. н. в.) други је највиши врх Проклетија који се налази у Црној Гори, одмах иза врха Зли Колац. Добри Колац се налази на граници Црне Горе и Албаније. Припада националном парку Проклетије. Проклетије представљају један од наимпресивнијих планинских масива Црне Горе. Масив Проклетија простире се на три територије – црногорској, српској (Косово) и албанској. Проклетије се односе на 40 планинских венаца између равнице Зете, реке Дрим, Плавско-Гусињских Проклетија, Комова и Бјеласице, па све до Кучких Планина тј. Жијова.